# 诺兹鲁瓦
诺兹鲁瓦（法語：Nozeroy，法語發音：[nɔzʁwa]）是法国汝拉省的一个市镇，位于该省东部偏北，属于隆斯勒索涅区。

## 地理
诺兹鲁瓦（46°46'28"N, 6°2'12"E）面积3.74 平方千米，位于法国勃艮第-弗朗什-孔泰大區汝拉省，该省份为法国东部内陆省份，北起上索恩省，西北接科多尔省，西临索恩-卢瓦尔省，南至安省，东与杜省和瑞士接壤。
与诺兹鲁瓦接壤的市镇（或旧市镇、城区）包括：吉卢瓦、孔特、杜瓦、拉法维耶尔、隆科雄、里镇、米耶日。
诺兹鲁瓦的时区为UTC+01:00、UTC+02:00（夏令时）。

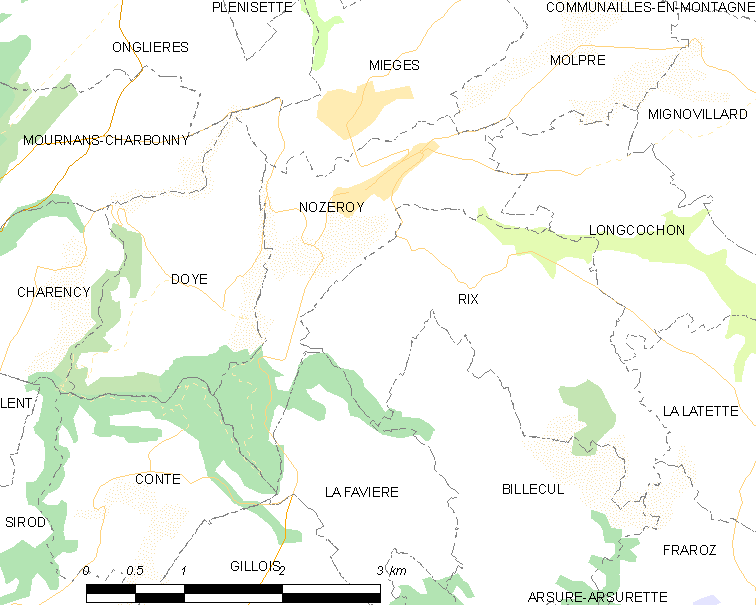
诺兹鲁瓦的OSM定位图

## 行政
诺兹鲁瓦的邮政编码为39250，INSEE市镇编码为39391。

## 政治
诺兹鲁瓦所属的省级选区为圣洛朗昂格朗沃县。

## 交通
汝拉省省道D17线、D19线、D35线、D116线、D119线和D285线在境内交汇。

## 人口

1962-2008年间诺兹鲁瓦人口变化图示

诺兹鲁瓦于2022年1月1日时的人口数量为396人。